# Сподње Грушковје
Сподње Грушковје (словен. Spodnje Gruškovje) је насељено место у општини Подлехник, Подравска регија, Словенија.

## Историја
До територијалне реорганизације у Словенији било је у саставу старе општине Птуј.

## Становништво
У попису становништва из 2011. године, Сподње Грушковје је имало 50 становника.
| Број становника према пописима | Број становника према пописима | Број становника према пописима |
| ------------------------------ | ------------------------------ | ------------------------------ |
| 1991                           | 2002                           | 2011                           |
| 67                             | 56                             | 50                             |

Напомена: Године 1974. настала поделом насеља Грушковје, које је укинуто, на два нова самостална насеља: Згорње Грушковје и Сподње Грушковје. Преостали део припада насељу Трдобојци (Видем).